# Seitenmarkierungsleuchte

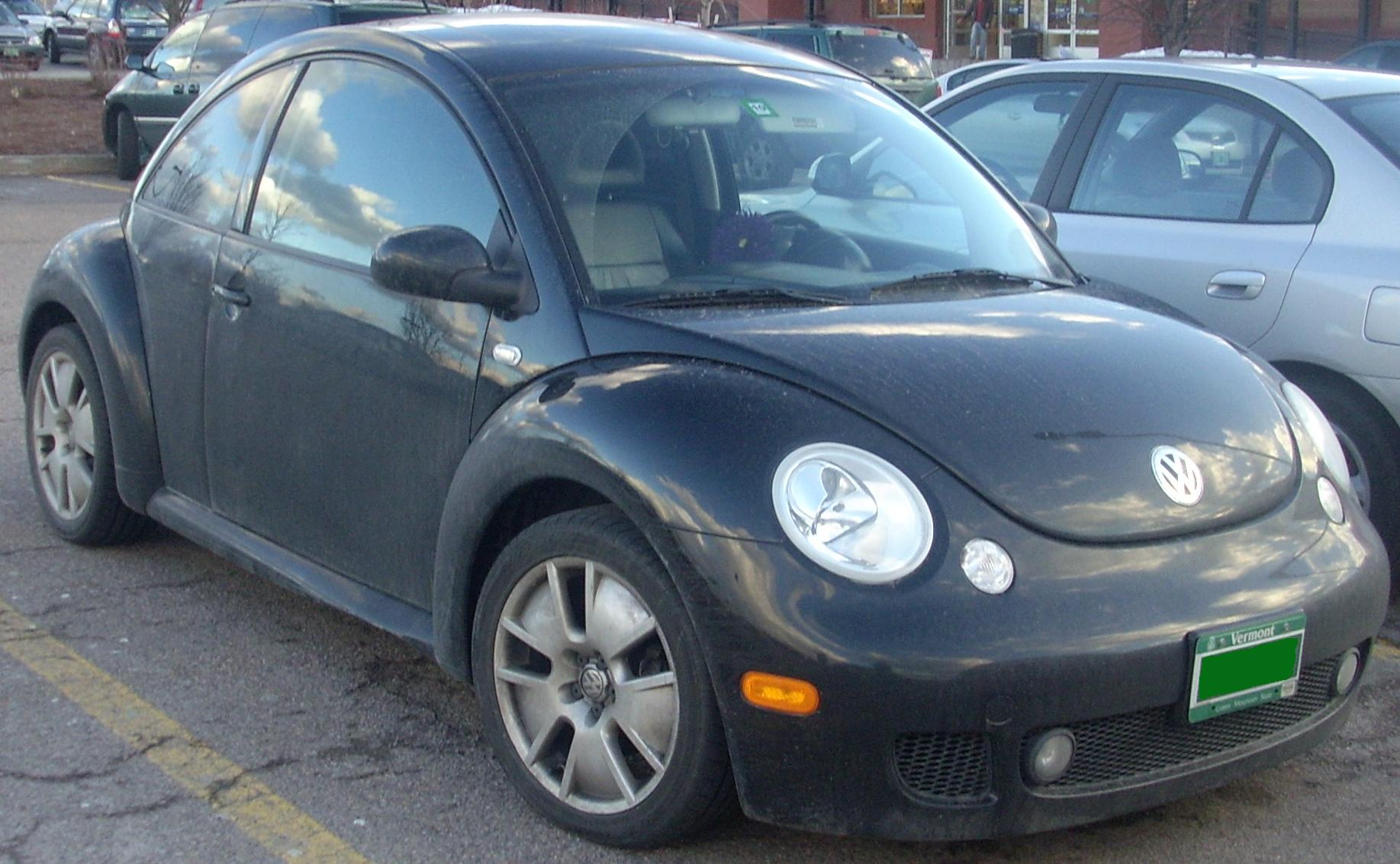
Volkswagen New Beetle Sport Edition mit orangen Seitenmarkierungsleuchten vorn

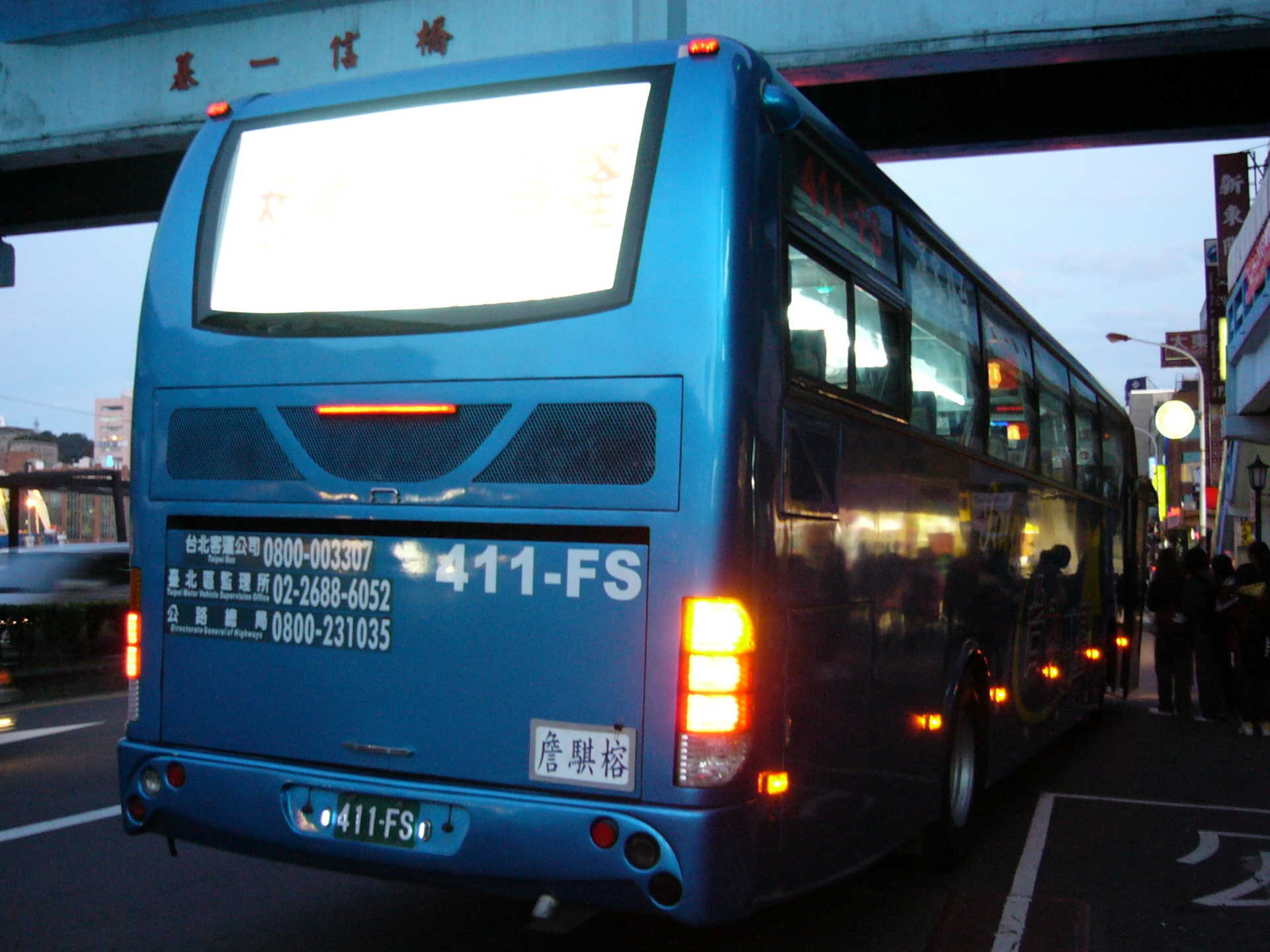
Omnibus mit orangen Seitenmarkierungsleuchten

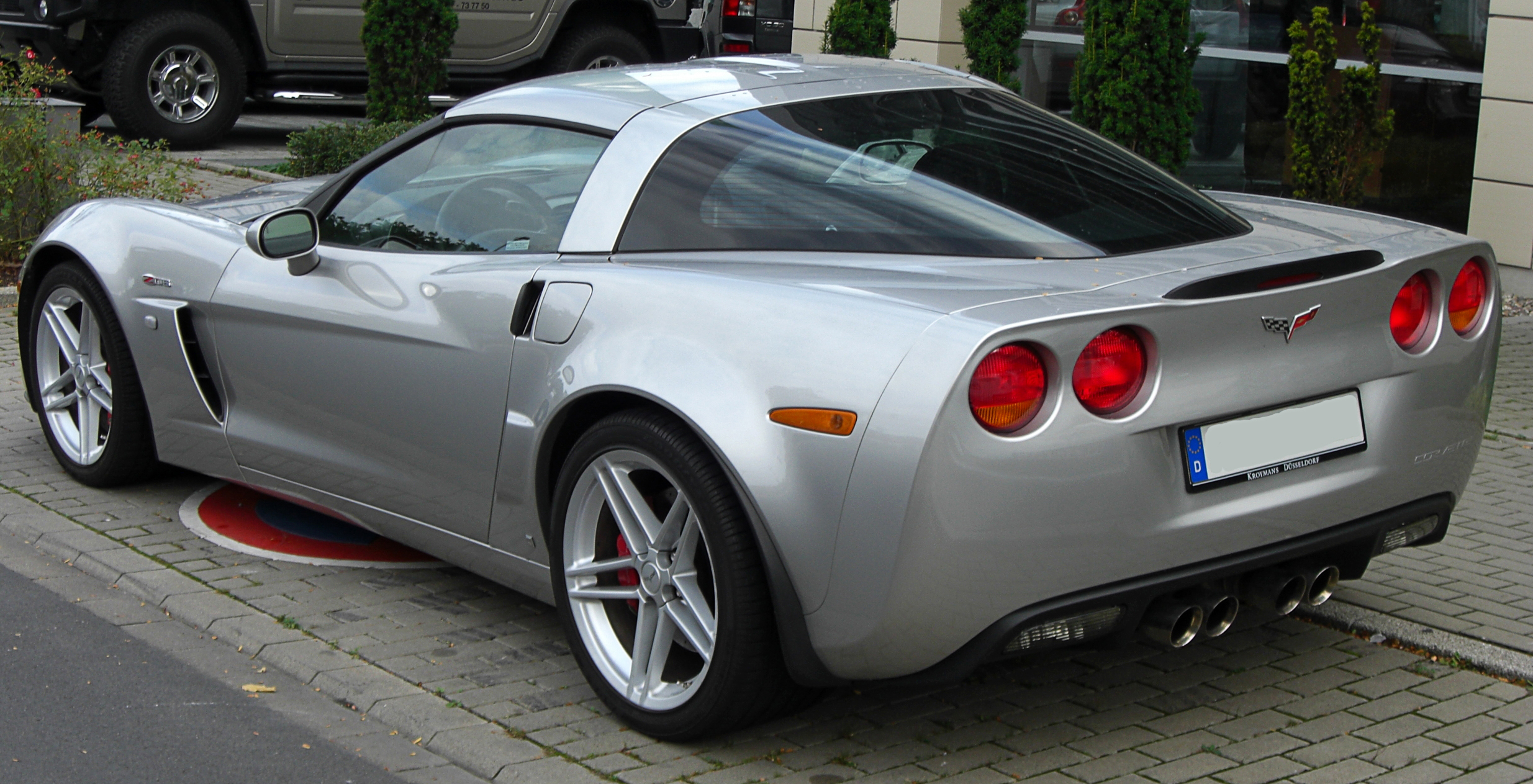
Chevrolet Corvette Z06 mit Seitenmarkierungsleuchten hinten

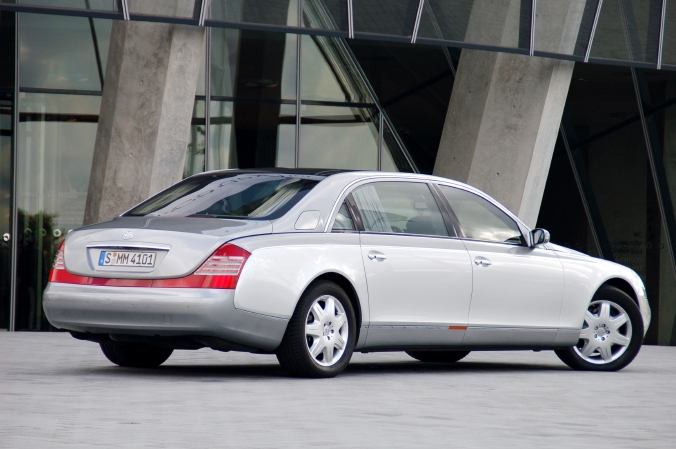
Da der Maybach 62 länger als sechs Meter ist, sind in den hinteren Türen im unteren Bereich die vorgeschriebenen Seitenmarkierungsleuchten zu finden

Seitenmarkierungsleuchten (SML) sind Fahrzeugleuchten, die dazu dienen, den Umriss eines Fahrzeugs besser darzustellen. Sie sind an das Standlicht gekoppelt. Seitenmarkierungsleuchten leuchten und reflektieren orange, während die hintersten Seitenmarkierungsleuchten rot sein können, sofern sie Bestandteil der Rückleuchten sind.

## Rechtliche Lage

### Deutschland
In Deutschland sind Seitenmarkierungsleuchten, auch nachträglich angebrachte, unter bestimmten Bedingungen ebenfalls zulässig. Bei allen Fahrzeugen, die länger als sechs Meter sind, sind aktive Seitenmarkierungsleuchten in Gelb in Deutschland gesetzlich vorgeschrieben.

### Vereinigte Staaten
Pflicht sind Seitenmarkierungsleuchten an PKW ab Baujahr 1970 zurzeit nur in den USA. Dort sind die Fahrzeuge damit ausgerüstet, die 1968 neu in den Verkehr kamen. Dort müssen sie an jedem Automobil angebracht sein, bei dem die vorderen Fahrtrichtungsanzeiger zu weit von der breitesten Stelle des Fahrzeugs entfernt sind. Wenn sich auch die Rückleuchten zu weit vom Fahrzeugrand befinden, sind dort ebenfalls Seitenmarkierungsleuchten erforderlich. Bei US-amerikanischen Autos, die keine solchen Leuchten besitzen, markieren die Fahrtrichtungsanzeiger bzw. Rückleuchten die Umrisse des Fahrzeugs. Dies ist möglich, da die vorderen Fahrtrichtungsanzeiger dann an das Standlicht gekoppelt sind.